# Lazar Brčić Kostić
Lazar Brčić Kostić  (Subotica, 1. rujna 1950.) je netizen, glazbenik, kantautor većega broja "Protest pjesama".

## Životopis
Lazar Brčić Kostić rodio se u Subotici. U školskim danima imao je nekoliko nadimaka, zvali su ga Brle (od Brčić), pa onda mrtvac, jer je u srednjoj tehničkoj školi dugo nosio crne hlače i crnu rol majicu, a kao vratar Bratstva iz Subotice uvijek je djelovao "jezivo hladno", na kraju su ga prijatelji "krstili" u Karla, a nikada nije uspio razjasniti zašto. Tako je danas stigao do Lazar b. Kostic (k) - Karlo. Lazar je završio tehničke škole i cijeli svoj radni vijek do odlaska u Kanadu, 1993. godine, radio je u subotičkom gradskom vodovodu. Dugo vremena se bavi i političkim radom, a u razdoblju 1991. – 1993. osniva i postaje prvim predsjednikom općinske parlamentarne stranke Savez građana Subotice.

## Karijera
Početkom šezdesetih godina je privatno dvije godine učio klasičnu gitaru u Subotici, a u svojoj 14 godini (1964.) napisao je svoju prvu pjesmu "Divni dani su bili to", 1967. godine s već nekih petnaestak vlastitih skladbi (mix rock'n roll i protest), uveliko svira svoje pjesme na privatnim zabavama i plesovima. Godine 1967. kao član Omladinske radne brigade Radio Televizija Srbija - Najbolji drugovi, sudjeluje na radnoj akciji Novi Beograd, i tamo sa svojom pjesmom "Ja sam sin siromaha" u Omladinskom i Studentskom naselju više od mjesec dana drži prvo mjesto na top listi slušanih pjesama. Iste godine nastupa i na drugom programu Radio Beograda.
1969. godine formira sastav Senke u sastavu Milan Racić (bas-gitara), Milan Anđelić i Lazar Brčić Kostić s kojom svira glazbu u domu Tehničke škole. Krajem 1970. godine u prednatjecanjima za kvalifikacije za subotički omladinski glazbeni festival, s pjesmom "Pustinjak stari" osvaja prvo mjesto i ulazi u uži festivalski predizbor. 
U periodu između 1970. godine i 1980. godine, profesionalno se bavi glazbom zajedno s Milanom, Bucom, Janosom i Svetozarem u grupi Mali Palić na Paliću, a od 1980. godine pa do danas nastupa samo za uži krug prijatelja.
Od 1964. godine pa do danas napisao je blizu 400 pjesama, uglavnom prosvjednog karaktera. Veći broj pjesama licencirao je licencijom Creative Commons (cc). 
Od 1993. godine živi i radi u Vancouveru u Kanadi. U proteklih nekoliko godina ostvaruje izvanrednu suradnju s urednikom postaje Radio Niagara. Za jubilarnu dvogodišnjicu rada te radijske postaje piše i izvodi pjesmu Tako se to radi, koja joj postaje i himna.

### Protestne pjesme
Većina prosvjednih pjesama Lazara Brčića Kostića nose osnovnu poruku nezadovoljstva ljudi životnim, ekonomskim i socijalno-političkim uvjetima, koji po svom obujmu nadilaze stanje iz 60-tih i 70-tih godina prošlog stoljeća, kada je došlo do masovnih prosvjednih. pokreta. Sjetimo se Boba Dylana, Donovana[kojeg? ima ih više] te Joan Baez, koji su pjevali pjesme protiv rata u Vijetnamu, zatim Pete Seeger, jednog od najistaknutijih pjevača prosvjednih pjesama na socijalne i društvene odnose. Njegova pjesma We Shall Overcome, koje će za sva vremena ostati "krikom masa" za promjene. Svakako da se tu moramo podsjetiti i na Ivicu Percla, pjevača prosvjeda iz Hrvatske.

## Nagrade
Lazar Brčić Kostić dobitnik je Oktobarske nagrade Grada Subotice za 1989. godinu.

## Vanjske poveznice
- (srp.) WebAlbums[neaktivna poveznica]
- (srp.) Komentari